# Сисъли Тайсън
Сисъли Тайсън (на английски: Cicely Tyson) е американска актриса.

## Биография
Тя е номинирана за Оскар за най-добра актриса, както и за Златен глобус за ролята си на Ребека Морган във филма Sounder (1972). Снима се в „Автобиографията на мис Джейн Питман“ (1974 г.), за който печели две награди Еми и е номинирана за наградата БАФТА. През ноември 2018 г. е удостоена с Оскар за цялостно творчество.
По време на кариерата си тя е номинирана за дванадесет „Еми“, като печели три. През 2011 г. се появява във филма „Южнячки“. Връща се на Бродуей в „The Trip to Bountiful“, за който печели наградата „Тони“. През 2015 година е удостоена с Lifetime Artistic Achievement Award.
Тайсън играе Офелия Харкнес в сериала „Как да ни се размине за убийство“ от 2015 г.
От 1981 до 1988 г. е женена за джазовия композитор и музикант Майлс Дейвис.

## Избрана филмография
| Година | Филм                    | Оригинално заглавие   | Роля                | Режисьор    |
| ------ | ----------------------- | --------------------- | ------------------- | ----------- |
| 1956   | Шансове за утрешния ден | Odds Against Tomorrow | барнамка            | Робърт Уайз |
| 1959   | Последният ядосан мъж   | The Last Angry Man    | момиче на верандата | Даниел Ман  |
| 2011   | Южнячки                 | The Help              | Константин Бейтс    | Тейт Тейлър |